# Chroicocephalus novaehollandiae scopulinus
Chroicocephalus novaehollandiae scopulinus е подвид малка птица на Австралийската чайка (C. novaehollandiae) от семейство Чайкови (Laridae).

## Разпространение
Видът е разпространен в Нова Зеландия.